# شبکه تماشا
شبکهٔ تماشا یکی از شبکه‌های تلویزیونی دولتی کشور ایران است که در مجموعه صداوسیمای جمهوری اسلامی ایران مدیریت می‌شود. پخش برنامه‌های شبکه با فرمت HD و کدک HEVC از گیرنده‌های زمینی و ماهواره‌ای از ۹ آذر ۱۳۹۹ آغاز شد.

## تاریخچه
شبکه تماشا به عنوان بیستمین شبکهٔ صدا و سیما در روز پنجشنبه سی‌اُم آذرماه ۱۳۹۱ از طریق فرکانس ۵۷۸ مگاهرتز (کانال ۳۴) در سیستم دیجیتال تهران قابل دریافت شد و تا روز ۵ دی ۱۳۹۱ اقدام به پخش آنونس‌ها و تبلیغ سریال‌های آیندهٔ خود نمود. شبکهٔ تماشا در روز ۵ دی‌ماه ۱۳۹۱ با پخش سریال‌های مدیرکل، متشکرم، دوران سرکشی، دوران کهن و نابرده رنج با مدیریت «کامبیز اخوان‌صفا» پخش آزمایشی خود را آغاز کرد و به جمع شبکه‌های بیست‌گانهٔ تلویزیون سیمای جمهوری اسلامی ایران پیوست و برای مردم تهران و جنوب استان تهران و برخی مناطق استان قم با استفاده از گیرنده‌های دیجیتال قابل دریافت شد. این شبکه در چهارشنبه ۲۵ بهمن ۹۱ در ساعت ۱۱ در فرستندهٔ اول دیجیتال (TS 1) در سراسر کشور قابل دریافت شد و در ۱۲ اسفندماه ۱۳۹۱ با حضور رئیس پیشین صدا و سیما سید عزت‌الله ضرغامی و رئیس‌جمهور وقت محمود احمدی‌نژاد پخش رسمی ۲۴ ساعتهٔ خود را آغاز کرد.
با روی کار آمدن «محمد سرافراز» رئیس صدا و سیما و شعار کوچک‌سازی صدا و سیما و بهینه‌سازی پخش دیجیتال، پس از دو سال تمام، فعالیت ۲۴ ساعته، از ساعت ۲۳:۵۸:۴۱ روز چهارشنبه بیست و ششم آذر ۱۳۹۳، پخش برنامه‌های شبکهٔ تماشا به یک‌باره و در میانهٔ پخش برنامهٔ «سکانس تماشایی» سریال رابینسون کروزو متوقف شد و شبکهٔ تماشا با شبکهٔ نمایش ادغام و برنامه‌های شبکهٔ نمایش از طریق آن تقویت گردید.
از آن پس، ادامهٔ سریال‌های این شبکه از طریق شبکهٔ نمایش دنبال و شبکهٔ نسیم جایگزین این کانال شد، در تاریخ ۵ بهمن ماه ۱۳۹۴ محمد سرافراز شبکه تهران اچ دی را افتتاح کرد که همان اتاق رژی و پخش شبکه تماشا بود و پس از مدتی با استعفای محمد سرافراز، شبکه تهران اچ دی پس از شش ماه با تغییر نام شبکه، از تهران اچ دی به شبکه تماشا تغییر نام داد و سرانجام شبکه تماشا در روز ۲۰ مرداد ماه ۱۳۹۵ در ساعت ۱۴ با کیفیت HD افتتاح دوباره شد.
این شبکه در ابتدای دوره جدید فعالیت خود، چند ماهی به پخش برنامه‌های نمایشی از جمله فیلم، سریال، انیمیشن و مستند مشغول بود و پس از مدتی به ماموریت اصلی خود، یعنی پخش سریال‌های تلویزیونی ایران و جهان پرداخت. از پاییز سال ۱۴۰۲ با تغییر ماموریت شبکه تماشا، این شبکه صرفا به پخش سریال‌های خارجی و بازپخش همزمان سریال‌های جدید شبکه‌های اصلی تلویزیون (شبکه‌های یک تا سه) می‌پردازد.

## ادغام و افتتاح مجدد
با روی کار آمدن «محمد سرافراز» رئیس صدا و سیما و شعار کوچک‌سازی صدا و سیما و بهینه‌سازی پخش دیجیتال، پس از دو سال تمام، فعالیت ۲۴ ساعته، از ساعت ۲۳:۵۸:۴۱ روز چهارشنبه بیست و ششم آذر ۱۳۹۳، پخش برنامه‌های شبکهٔ تماشا به یک‌باره و در میانهٔ پخش برنامهٔ «سکانس تماشایی» سریال رابینسون کروزو متوقف شد و شبکهٔ تماشا با شبکهٔ نمایش ادغام و برنامه‌های شبکهٔ نمایش از طریق آن تقویت گردید.
از آن پس، ادامهٔ سریال‌های این شبکه از طریق شبکهٔ نمایش دنبال و شبکهٔ نسیم جایگزین این کانال شد، در تاریخ ۵ بهمن ماه ۱۳۹۴ محمد سرافراز شبکه تهران اچ دی را افتتاح کرد که همان اتاق رژی و پخش شبکه تماشا بود و پس از مدتی با استعفای محمد سرافراز، شبکه تهران اچ دی پس از شش ماه با تغییر نام شبکه، از تهران اچ دی به شبکه تماشا تغییر نام داد و سرانجام شبکه تماشا در روز ۲۰ مرداد ماه ۱۳۹۵ در ساعت ۱۴ با کیفیت HD افتتاح دوباره شد.

## نشان‌واره‌ها

اولین نشان (۱۳۹۱-۱۳۹۳)
دومین نشان (۱۳۹۵-۱۴٠۴)